# Chalcides colosii
Chalcides colosii, és una espècie de llangardaix de la família Scincidae.

## Descripció
Espècie especialment magrebina la distribució de la qual s'estén per la cadena muntanyenca del Rif i els seus contraforts, arribant fins al litoral atlàntic de la Península Tingitana i la vall del riu Lucos.
A Espanya, habita a Ceuta, a la Muntanya Hacho, i en l'illot de Terra (Penyal d'Alhucemas), de la zona continental de Ceuta i en les pinedes de Rostrogordo (Melilla). L'altitud més elevada en aquestes localitats no sobrepassa els 100 msnm, encara que al Marroc aconsegueix els 1.500 msnm.